# Prochain épisode
Prochain épisode est le premier roman de l'écrivain québécois Hubert Aquin, paru en 1965 aux éditions du Cercle du livre de France. Sa narration, complexe et baroque, repose sur la mise en abyme et comporte de nombreux jeux de miroirs. Véritable symbole de la Révolution tranquille, il a fait d'Aquin l'un des romanciers les plus influents de l'histoire de la littérature québécoise.
Le récit compte deux narrateurs. Le premier est un révolutionnaire québécois interné dans l'aile psychiatrique d'une prison de Montréal ; le second est le protagoniste d'un roman d'espionnage qu'il écrit en attendant son procès. À l'image de l'auteur, ce sont des hommes tentés par le suicide et politiquement engagés. Leur sort reflète celui du peuple québécois et de sa « révolution inachevée. »

## Résumé
Le roman comporte deux personnages principaux. Le premier (qui n'a pas de nom) a été emprisonné à Montréal après avoir commis un crime révolutionnaire d'une nature floue. Dans l'attente de son procès, il commence à écrire un roman d'espionnage dans lequel il projette ses frustrations et ses rancœurs accumulées.
Le second protagoniste (lui aussi anonyme) est le personnage principal de ce roman d'espionnage. Il s'agit d'un révolutionnaire québécois envoyé en Suisse pour abattre l'une des figures les plus importantes associées à la Gendarmerie royale du Canada. Incapable de tuer son ennemi, H. de Heurtz, il est fait prisonnier.

## Analyse
Malgré son résumé très simple, qui lui prête les airs d'un roman d'action, Prochain épisode est centré sur la réflexion personnelle et sur la ou les multiples identités des protagonistes qui tentent de se retrouver, aussi mouvementés que le monde l'a été pendant cette période. Jean-Jacques Nattiez a voulu montrer que Hubert Aquin a « choisi le modèle [musical] de la fugue pour organiser son récit ».

## Réception et influence
Plusieurs sources citent l'incipit de ce livre, "Cuba coule en flammes au milieu du lac Léman pendant que je descends au fond des choses.", comme étant un des plus célèbres de la littérature québécoise,,.